# Miralrío
Miralrío ist ein zentralspanischer Ort und eine Gemeinde (municipio) mit 55 Einwohnern (Stand: 2024) im westlichen Zentrum der Provinz Guadalajara in der Autonomen Gemeinschaft Kastilien-La Mancha.

## Lage und Klima
Miralrío liegt in einer Höhe von ca. 1020 m in der Kulturlandschaft der Alcarria. Die Entfernung zur südsüdwestlich gelegenen Provinzhauptstadt Guadalajara beträgt etwa 22 Kilometer (Fahrtstrecke). Das Klima ist gemäßigt bis warm; Regen (485 mm/Jahr) fällt übers Jahr verteilt.

## Bevölkerungsentwicklung
| Jahr      | 1970 | 1981 | 1991 | 2001 | 2011 | 2021 |
| Einwohner | 180  | 146  | 114  | 80   | 89   | 59   |

## Sehenswürdigkeiten

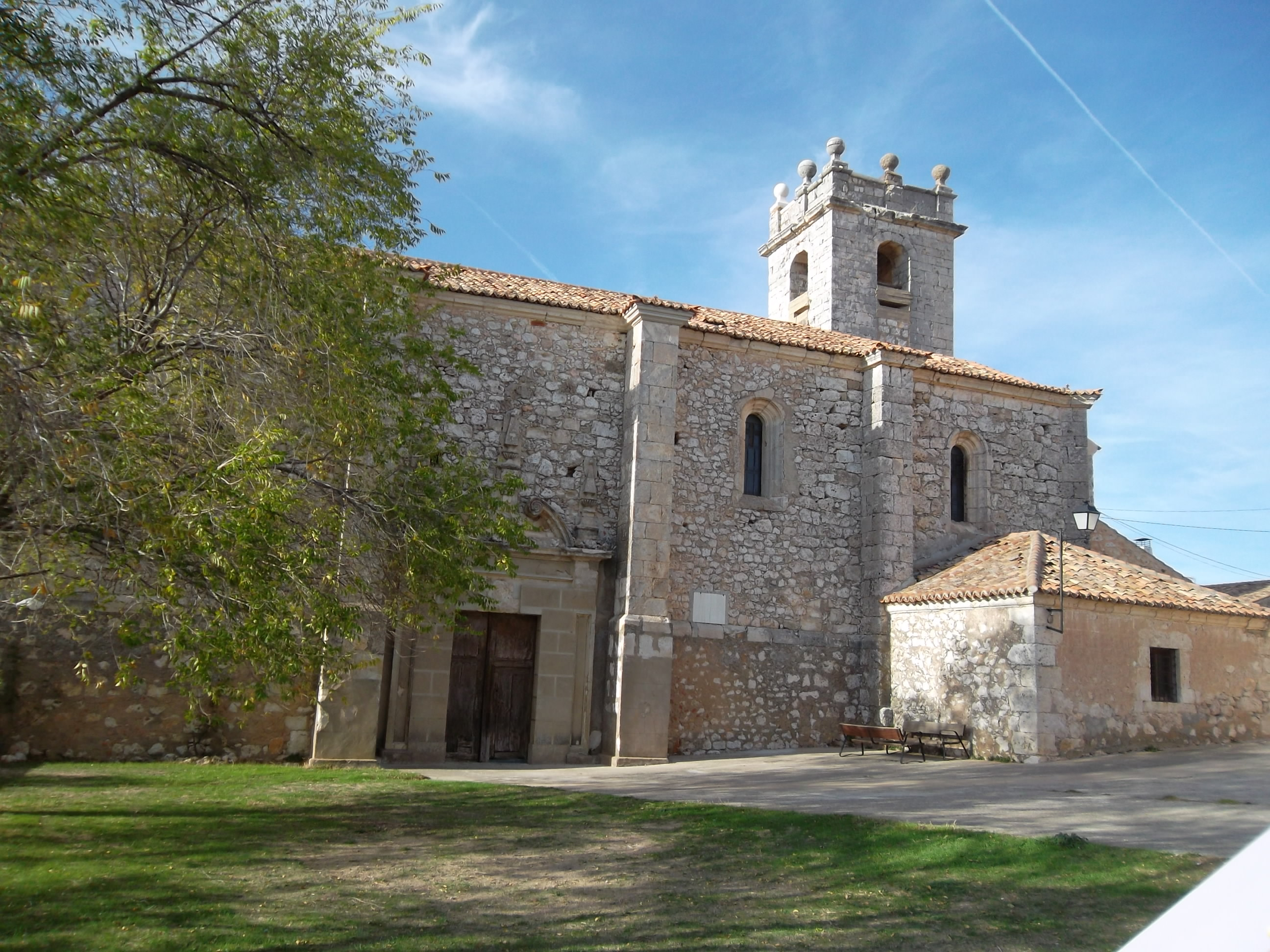
Georgskirche
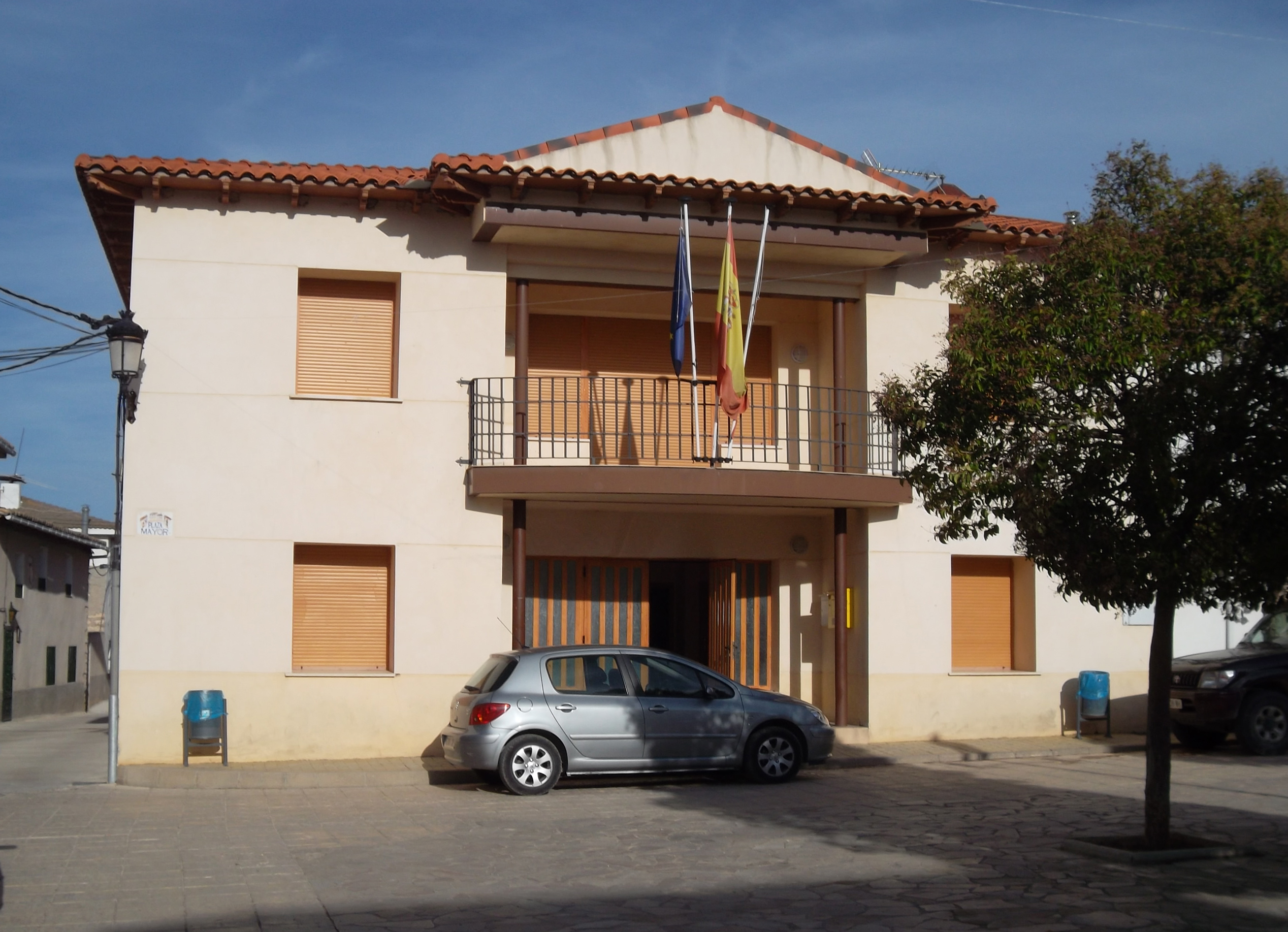
Rathaus

- Georgskirche
- Rathaus